# Pedro Gonçalves
Pedro António Pereira Gonçalves, mais conhecido como Pedro Gonçalves ou Pote (Vidago, 28 de junho de 1998) é um futebolista português que actua como Ponta esquerda ou ponta-direita. Actualmente, joga pelo Sporting.

## Carreira

### Começo de carreira no Vidago FC
Nascido em Vidago, no município de Chaves, com somente um mês de vida Pedro perdeu o seu pai, tendo o seu padrasto, João, que era pai do seu irmão mais novo, André, assumido o lugar de chefe de família. Como a sua mãe, Maria, era roupeira do Vidago FC, modesto clube da vila de Vidago, em Portugal, e Pedro já andava pelo clube, o vice presidente do clube José Sousa, integrou-o na equipa aos nove anos. Antes de entrar no clube, Pedro jogava na rua e na escola em que estudava. Como era baixinho e gordinho na infância, e gostava bastante de comer, isso o fez ganhar os apelidos de "Potinho" e quando cresceu mais, "Pote". Devido ao seu talento precoce quando criança, já era visto como promissor por ter um remate muito preciso, chegando a incríveis 72 golos num torneio amigável da Associação Distrital de Vila Real durante a época 2008–09.

### Chaves e Braga
Ao ser destaque no Vidago FC, chamou a atenção do Chaves, clube de sua cidade natal, entrando com 11 anos e ficou por 2 anos. Depois, foi levado ao SC Braga, pelo seu futuro empresário e entusiasta de sua carreira, Jorge Pires. O pai de Jorge, foi amigo do pai de Pedro. A distância entre Bragança e Vidago era de mais de 100 km, sendo necessário mais de 1 hora para chegar.
Ao passar no teste, Pedro saiu de casa com 13 anos e afastou-se da família, indo morar perto do Estádio 1° de Maio, morando na casa de uma senhora junto com outros 2 colegas de clube, e levando uma vida normal: cumprindo a rotina de treinos e estudos. Chegou para actuar na equipa sub-15, sob tutela do técnico Luís Cerqueira, que chamava a sua atenção e cobrava-o pelo facto de não se comprometer com a marcação, mas isso não ofuscava seu talento e qualidade.
Ficou por 5 anos no SC Braga, mas devido à saída de Agostinho Oliveira, dirigente que o apoiava e acreditava no seu futebol, o Braga preferiu não renovar contrato e Pedro Gonçalves saiu do clube.

### Valencia
Ao saber da situação, Nuno Espírito Santo, treinador do Valencia na época, estava atento e ofereceu um contrato profissional a Pedro e integrou-o na equipa. Logo, adaptou-se e foi feito capitão de equipa.

### Wolverhampton
Dois anos depois, chegou ao Wolverhampton, ao receber uma oferta financeira irrecusável. Mudou-se para a academia da equipa inglesa, onde se profissionalizou.Pedro Gonçalves assinou um contrato de dois anos com o clube inglês Wolverhampton, em julho de 2017, vindo do Valencia.
Ele fez seu único jogo pela equipa principal em 28 de agosto de 2018, na vitória por 2–0 fora de casa, contra o Sheffield Wednesday na 2.ª rodada da Copa ELF, entrando aos 62 minutos, substituindo Elliot Watt.

### Famalicão
Gonçalves retornou a Portugal em 2 de julho de 2019, integrando o recém-promovido Famalicão, assinando contrato por cinco anos ao lado de seu companheiro de equipe João Caiado.
Ele fez a sua estreia na Primeira Liga em 10 de agosto, na vitória por 2 a 0 sobre o C.D. Santa Clara. O seu 1.º golo foi marcado 1 mês depois, ajudando o seu clube a vencer o Paços de Ferreira por 4–2. Devido ao seu bom desempenho pelo Famalicão, foi eleito o melhor jogador jovem da Primeira Liga de 2019–20.
Ao todo, Gonçalves marcou 7 em 40 jogos em seu período no clube.

### Sporting CP

#### 2020-21
Em 18 de agosto de 2020, Gonçalves assinou contrato por cinco anos com o Sporting. Em 1 de novembro, marcou dois golos na vitória de 4 a 0 sobre o Tondela, atingindo 5 golo nos seus primeiros 6 jogos da Liga, sendo o segundo melhor desempenho na Liga.
Devido ao seu desempenho excelente em apenas 1 mês no clube e aos seus três golos em quatro jogos, foi eleito jogador do mês da Primeira Liga em Setembro e Outubro de 2020. Em 5 de dezembro, marcou um golo e foi expulso no empate de 2–1 contra o Famalicão, o seu clube anterior. Esse, foi o seu 10º golo em 6 jogos seguidos. Em 11 de abril, marcou o golo do Sporting no empate de 1–1 com o Famalicão, válido pela 26.a rodada da Primeira Liga.
Em 16 de abril, fez o único golo da vitória do Sporting por 1–0 sobre o Farense, em jogo válido pela rodada 27 da Primeira Liga. Em 5 de maio, fez um dos golos na vitória de 2–0 sobre o Rio Ave, válido pela 31.a rodada da Primeira Liga, de penálti. No clássico contra o Benfica no dia 15 de maio, Pedro teve uma boa atuação ao marcar dois golos, mas não conseguiu evitar a derrota por 4–3, em jogo válido pela 33.a rodada da Primeira Liga, sendo essa a 1.a derrota do Sporting na competição.
Em 19 de maio, na última rodada da Primeira Liga, Pedro fez um hat-trick na goleada de 5–1 sobre o Marítimo, que garantiu-lhe a artilharia do campeonato e bola de prata (prémio dado ao artilheiro do campeonato), com 23 golos, um a mais que Seferović. Além da artilharia, Pedro tornou-se o 1º jogador português a conseguir se tornar artilheiro do Campeonato Nacional novamente depois de Domingos Paciência, que foi artilheiro na temporada 1995–96. Pedro também foi selecionado para seleção do torneio, além de mais uma vez ser eleito o melhor jogador jovem da Liga.

#### 2021–22
Em 31 de julho, fez o golo da vitória de 2–1 sobre o Braga e ajudou o Sporting a se sagrar campeão da Supertaça Cândido de Oliveira de 2021. Na 1a rodada da Primeira Liga, fez os dois primeiros golos do Sporting na vitória de 3 a 0 sobre o Vizela, clube recém subido da Segunda Liga. Marcou também na vitória sobre o Braga por 2–1, na rodada seguinte.
No dia 29 de outubro, o Sporting anunciou uma nova renovação de contrato com Gonçalves, agora sendo válido até 2026 e com uma cláusula de rescisão de 80 milhões de euros. Voltou a marcar golos em 4 de novembro, tendo feito dois na vitória por 4–0 sobre o Besiktas na 4ª rodada da fase de Grupos da Liga dos Campeões. No jogo seguinte, a vitória por 2–0 sobre o Paços de Ferreira em 7 de novembro, Gonçalves foi o autor do segundo golo dos leões na partida. Também foi participativo nos jogos das rodadas seguintes, concedendo assistências na vitória de 2–0 sobre o Tondela e 3–1 sobre o Benfica.
Na derrota para o Santa Clara por 3–2 pela 17ª rodada da Primeira Liga, apesar de ter chego a sete passes para golos em nove jogos, também chegou a maior seca de sua carreira em marcar golos, nove jogos. Na rodada seguinte em 17 de janeiro contra o Vizela, marcou o primeiro golo dos Leões na vitória de 2–0 e quebrou a marca negativa, sendo seu 12º golo na temporada. Em fevereiro de 2022, apesar de alguns problemas físicos sofridos, Gonçalves ainda era o mais participativo na equipa, tendo em 31 jogos feito 14 golos e distribuído 7 assistências.

## Selecção Portuguesa

### Sub-20
Em março de 2018, foi convocado à Selecção Portuguesa Sub-20 para disputar 2 amistosos, contra a Alemanha e Inglaterra.

### Sub-21
Gonçalves estreou pelo Sub-21 de Portugal na vitória por 4–1 sobre o Chipre, no dia 4 de setembro de 2020, válido pelas eliminatórias do Campeonato Europeu Sub-21. No dia 13 de outubro, em outro jogo da mesma competição, marcou dois golos na vitória por 3–0 sobre a seleção de Gibraltar.
Em dia 15 de março de 2021, foi convocado para o Euro Sub-21, sendo disputa na Hungria e na Eslovénia. Fez dois golos na vitória por 3–0 sobre Gibraltar, em jogo da fase de grupos da Euro Sub-21.

### Portugal
Após a sua grande temporada 2020–21 pelo Sporting, Pedro foi um dos 26 convocados pelo técnico Fernando Santos no dia 20 de maio, para a disputa do Euro 2020. Em 26 de agosto, foi convocado por Fernando Santos para dois jogos das eliminatórias: contra Irlanda em 1 de setembro e Azerbaijão, dia 7. Porém, acabou se lesionando e foi substituído por Francisco Trincão.

## Estatísticas
Atualizadas até dia 24 de janeiro de 2023.[carece de fontes?]

### Clubes
| Clubes            | Temporada         | Campeonato nacional | Campeonato nacional | Campeonato nacional | Copa nacional[a] | Copa nacional[a] | Copa nacional[a] | Competições continentais[b] | Competições continentais[b] | Competições continentais[b] | Outros torneios[c] | Outros torneios[c] | Outros torneios[c] | Total | Total | Total   |
| Clubes            | Temporada         | Jogos               | Golos               | Assist.             | Jogos            | Golos            | Assist.          | Jogos                       | Golos                       | Assist.                     | Jogos              | Golos              | Assist.            | Jogos | Golos | Assist. |
| ----------------- | ----------------- | ------------------- | ------------------- | ------------------- | ---------------- | ---------------- | ---------------- | --------------------------- | --------------------------- | --------------------------- | ------------------ | ------------------ | ------------------ | ----- | ----- | ------- |
| Wolverhampton     | 2018–19           | —                   | —                   | —                   | 1                | 0                | 0                | —                           | —                           | —                           | —                  | —                  | —                  | 1     | 0     | 0       |
| Wolverhampton     | Total             | 0                   | 0                   | 0                   | 1                | 0                | 0                | 0                           | 0                           | 0                           | 0                  | 0                  | 0                  | 1     | 0     | 0       |
| Famalicão         | 2019–20           | 33                  | 5                   | 6                   | 7                | 2                | 2                | —                           | —                           | —                           | —                  | —                  | —                  | 40    | 7     | 8       |
| Famalicão         | Total             | 33                  | 5                   | 6                   | 7                | 2                | 2                | 0                           | 0                           | 0                           | 0                  | 0                  | 0                  | 40    | 7     | 8       |
| Sporting          | 2020–21           | 32                  | 23                  | 4                   | 4                | 0                | 1                | 1                           | 0                           | 0                           | —                  | —                  | —                  | 37    | 23    | 5       |
| Sporting          | 2021–22           | 27                  | 8                   | 10                  | 8                | 2                | 2                | 5                           | 4                           | 2                           | 1                  | 1                  | 0                  | 41    | 15    | 14      |
| Sporting          | 2022-23           | 16                  | 9                   | 3                   | 5                | 2                | 0                | 5                           | 0                           | 1                           | —                  | —                  | —                  | 26    | 11    | 4       |
| Sporting          | Total             | 75                  | 40                  | 17                  | 17               | 4                | 3                | 11                          | 4                           | 3                           | 1                  | 1                  | 0                  | 104   | 49    | 23      |
| Total na carreira | Total na carreira | 108                 | 45                  | 23                  | 25               | 6                | 5                | 11                          | 4                           | 3                           | 1                  | 1                  | 0                  | 145   | 54    | 31      |

- a.^ Jogos da EFL Cup, Taça da Liga e Taça de Portugal
- b.^ Jogos da Playoffs da Liga Europa da UEFA e Liga dos Campeões da UEFA
- c.^ Jogos da Supertaça Cândido de Oliveira

### Seleção Portuguesa
Atualizadas até dia 9 de junho de 2021.

#### Sub-18
| Ano   |       |       |         |
| Ano   | Jogos | Golos | Assist. |
| ----- | ----- | ----- | ------- |
| 2016  | 2     | 0     | 0       |
| Total | 2     | 0     | 0       |

#### Sub-20
| Ano   |       |       |         |
| Ano   | Jogos | Golos | Assist. |
| ----- | ----- | ----- | ------- |
| 2018  | 2     | 0     | 0       |
| Total | 2     | 0     | 0       |

#### Sub-21
| Ano   |       |       |         |
| Ano   | Jogos | Golos | Assist. |
| ----- | ----- | ----- | ------- |
| 2020  | 5     | 2     | 0       |
| 2021  | 3     | 0     | 0       |
| Total | 8     | 0     | 0       |

#### Seleção Principal
| Ano   |       |       |         |
| Ano   | Jogos | Golos | Assist. |
| ----- | ----- | ----- | ------- |
| 2021  | 2     | 0     | 0       |
| Total | 2     | 0     | 0       |

## Títulos

### Sporting
- Taça da Liga: 2020–21, 2021–22
- Campeonato Português: 2020–21, 2023–24, 2024–25[50]
- Supertaça Cândido de Oliveira: 2021
- Taça de Portugal: 2024–25[51]

### Portugal
- Liga das Nações da UEFA: 2024–25[52]

### Prémios individuais
- Melhor jogador jovem da Primeira Liga: 2019–20, 2020–21
- Jogador do mês da Primeira Liga: Setembro de 2020 e Outubro 2020
- Artilheiro do Primeira Liga de 2020–21: 23 golos
- Bola de Prata da Primeira Liga: 2020–21
- Seleção da Primeira Liga: 2020–21

### Líder de assistências
- Primeira Liga de 2023–24: (12 assistências)